# USS Terry (DD-25)
USS Terry (DD-25) – amerykański niszczyciel typu Paulding. Jego patronem był Edward Terry. Po I wojnie światowej służył także w United States Coast Guard z oznaczeniem CG-19.
Stępkę okrętu położono 8 lutego 1909 w stoczni Newport News Shipbuilding Company w Newport News. Zwodowano go 21 sierpnia 1909, matką chrzestną była żona George`a Henry`ego Rocka. Jednostka weszła do służby w US Navy 18 października 1910, jej pierwszym dowódcą był Lieutenant Commander Martin E. Trench.
Okręt był w służbie w czasie I wojny światowej. Działał jako jednostka eskortowa na wodach amerykańskich i europejskich.
W grudniu 1918 "Terry" wrócił do Stanów Zjednoczonych i po 11 miesiącach bardzo ograniczonej służby został wycofany ze służby w Philadelphia Naval Shipyard 13 listopada 1919.

## United States Coast Guard
Okręt pozostawał w rezerwie do momentu przekazania do United States Coast Guard 7 czerwca 1924. Bazując w Nowym Jorku brał udział w patrolach rumowych.
Służył w Straży Wybrzeża do 18 października 1930, wtedy został zwrócony US Navy. Jednak nie wrócił do służby, został zakwalifikowany jako "okręt przeznaczony do sprzedaży bądź zatopienia" (ang. vessel to be disposed of by sale or salvage). 2 maja 1934 "Terry" został sprzedany na złom. Jego nazwę skreślono z listy jednostek floty 28 czerwca 1934.